# 九垸乡
九垸乡，是中华人民共和国湖南省常德市澧县下辖的一个乡镇级行政单位。

## 行政区划
九垸乡下辖以下地区：
甘家村、和平村、康湖村、永福村、合兴村、出草坡村、张市窖村、连鱼村、收马村、土地洲村、毕成村、沙岭村、集中村和云爱村。